# 波尔泰茨
波尔泰茨（法語：Portets，法語發音：[pɔʁtɛts]）是法国吉伦特省的一个市镇，属于朗贡区。

## 地名
该地名“Portets”发音为[pɔʁtɛts]，字母“ts”发音，《世界地名翻译大辞典》与《世界地名译名词典》将其误译作“波尔泰”。

## 地理
波尔泰茨（44°41'49"N, 0°25'27"W）面积15.49 平方千米，位于法国新阿基坦大区吉倫特省，该省份为法国西南部沿海省份，是法國本土面积最大的省，北起滨海夏朗德省，西临大西洋，南至朗德省，东南接洛特-加龍省，东临多爾多涅省。
与波尔泰茨接壤的市镇（或旧市镇、城区）包括：塔巴纳克、圣米歇尔德略夫雷、阿尔巴纳茨、卡斯特尔吉伦特、朗瓜朗、加龙河畔莱斯蒂亚克、圣塞尔沃、勒图尔讷。
波尔泰茨的时区为UTC+01:00、UTC+02:00（夏令时）。

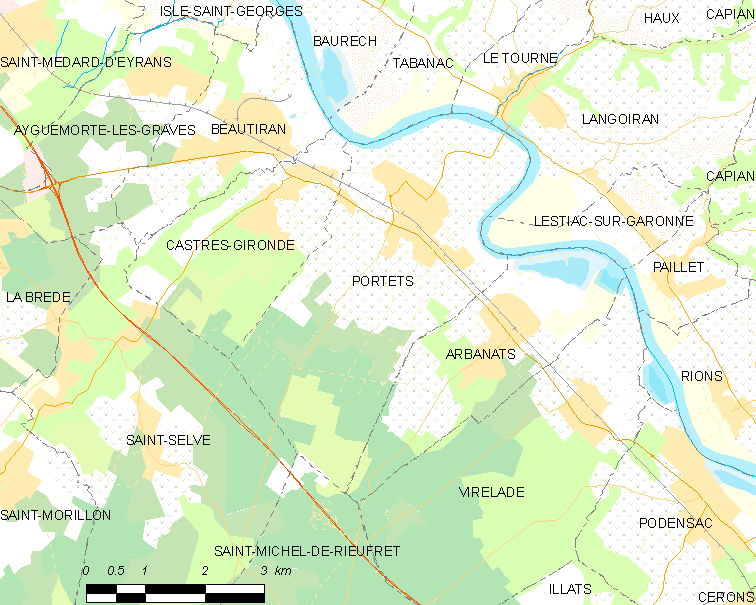
波尔泰茨的OSM定位图

## 行政
波尔泰茨的邮政编码为33640，INSEE市镇编码为33334。

## 政治
波尔泰茨所属的省级选区为砂砾荒原县。

## 人口

1962-2008年间波尔泰茨人口变化图示

波尔泰茨于2022年1月1日时的人口数量为2638人。